# 名誉教諭
名誉教諭（めいよきょうゆ）とは学校等の教育機関から、学校の教諭として功労ある者、外部協力者として学校教育に貢献した者等に対し贈られる称号。公立高校等はじめ教育機関における名誉称号の一種。

## 名誉教諭

### 高等学校における名誉教諭
大阪府立淀川工科高等学校では、2011年（平成23年）1月1日、同校の教諭であり、吹奏楽部の顧問として同部を全日本吹奏楽コンクールに特別演奏を含めて32回の優勝に導いた功績のある丸谷明夫に名誉教諭の称号を贈っている。なお、過去にも大阪府立北野高校から俳優の森繁久彌に名誉教諭の称号が贈られた例があるが、事例としては非常に珍しい。私立高校としては学校法人慶應義塾や南山学園がそれぞれ名誉教諭称号を定めている。

### 競輪学校の名誉教諭
競輪選手を育成している日本競輪学校では功労ある教員に名誉教諭(名誉教官)の称号を贈っている。これまで、松本勝明、中野浩一、高原永伍、滝澤正光らが贈られている。

## 名誉教師

### 旧帝国大学における名誉教師
1873年（明治6年）にいわゆる「お雇い外国人」として日本に招かれたバジル・ホール・チェンバレンは1891年（明治24年）、外国人としては初の東京帝国大学文学部名誉教師となっている。

### 文献資料
- 早川勇著『英語になった日本語』（春風社、2006年）ISBN 4861100895

### 報道資料
- 『朝日新聞』2012年4月20日朝刊
- 『読売新聞』1992年6月9日東京朝刊
- 『読売新聞』2015年1月6日大阪朝刊

### インターネット資料
- 慶應塾生新聞会ウェブサイト「松崎名誉教諭が登壇『福翁自伝』を語る 」
- 競輪オフィシャルサイト「競輪ニュース　日本競輪学校名誉教諭・髙原永伍のスポーツ功労者顕彰の受彰について(配信日:2007年12月25日)」
- 南山学園ウェブサイト「2016　南山学園概要」
- 村瀬成幸 (2011年5月16日). “吹奏楽も努力も日本一に 大阪府立淀川工科高校「名誉教諭」丸谷明夫さん”. 朝日新聞デジタル (朝日新聞社)